# Antón Shunin
Antón Vladímirovich Shunin (en ruso: Шунин Антон Владимирович; Moscú, Unión Soviética, 27 de enero de 1987) es un exfutbolista ruso que jugaba como portero.

## Trayectoria
En 2007 hizo su debut con el primer equipo del F. C. Dinamo Moscú. Desde entonces y hasta su marcha al finalizar la temporada 2023-24, jugó 366 partidos y no encajó goles en 125 de ellos. También fue el capitán durante cinco años y portó el brazalete en 180 encuentros. Tras su salida estuvo varios meses sin equipo y en mayo de 2025 anunció su retirada.

## Selección nacional
Ha sido internacional con la selección de fútbol de Rusia, jugando 15 partidos internacionales.

## Clubes
| Club               | País  | Año       |
| ------------------ | ----- | --------- |
| F. C. Dinamo Moscú | Rusia | 2007-2024 |

## Vida personal
En mayo de 2020 su pareja, la modelo Kate Grigorieva, dio a luz a una niña.